# 田中敬
田中 敬（たなか たかし、1923年〈大正12年〉9月7日 - 2016年〈平成28年〉12月30日）は、日本の大蔵官僚。大蔵事務次官。

## 来歴・人物
広島県広島市出身。父の田中康道は弁護士。元三菱マテリアル会長、元日経連会長の永野健は従兄弟。旧制広島高師附属中学校、旧制一高を経て、1948年（昭和23年）東京大学法学部政治学科卒業後、大蔵省に入省し大臣官房渉外部配属。ちなみに一高同期に大倉真隆（大蔵省47年前期入省）、長岡實（大蔵省47年後期入省。共にのちの大蔵事務次官）、三重野康（日銀生え抜きの同行総裁）らがいて、大倉 - 長岡と続いて大蔵次官に就任した。
廿日市税務署長、関東信越国税局、国税庁所得税課長補佐、水資源開発公団資金課長、大蔵省理財局国債課長、資金課長、大臣官房文書課長、東京税関長を経て、1973年6月26日 主計局次長。1976年6月 経済企画庁官房長。1977年6月10日 大蔵省理財局長。大臣官房長への起用も浮上していたが、佐上武弘が就いたことにより、田中は理財局長に回った。1979年7月10日 主計局長兼会計事務職員研修所長。主計局長の時、大平正芳首相が一般消費税導入断念声明を出してまもなく急逝。追うように辞任した長岡實次官に代わり1980年6月17日 大蔵事務次官となる。次官在任中は財政再建から国債発行抑制につとめる。
翌1981年 退官後、1982年 国民金融公庫総裁、1986年 日本輸出入銀行総裁を歴任。1990年 横浜銀行頭取。1992年から1994年まで全国地方銀行協会会長を務めた。1995年、勲一等瑞宝章受章。没後叙従三位。

## 官歴
- 1948年9月：大蔵省入省。大臣官房渉外部配属[1]
- 1948年11月：大臣官房渉外課[1]
- 1949年6月：大臣官房財務官室[1]
- 1952年1月：東京国税局調査査察部調査第二課[1]
- 1952年3月：廿日市税務署長[1]
- 1953年7月：銀行局保険課長補佐心得[1]
- 1954年1月：銀行局保険課長補佐[1]
- 1956年8月：主計局主計官補佐（総理府係）[1]
- 1957年5月：主計局主計官補佐（防衛係）[1]
- 1960年7月：関東信越国税局間税部長[1]
- 1962年6月：国税庁直税部所得税課長補佐[1]
- 1963年10月：水資源開発公団参事 兼 経理部資金課長[1]
- 1964年11月：佐藤榮作内閣総理大臣秘書官（事務担当）[1]
- 1968年8月：理財局国債課長[1]
- 1969年8月：理財局資金課長[1]
- 1971年6月：大臣官房文書課長[1]
- 1972年6月：東京税関長[1]
- 1973年6月：主計局次長（末席）
- 1974年7月：主計局次長（次席）
- 1975年7月：主計局次長（筆頭）
- 1976年6月：経済企画庁長官官房長
- 1977年6月：理財局長
- 1979年7月：主計局長 兼 会計事務職員研修所長
- 1980年6月：大蔵事務次官
- 1981年6月：退官